# Atrioventrikulární nodální reentry tachykardie

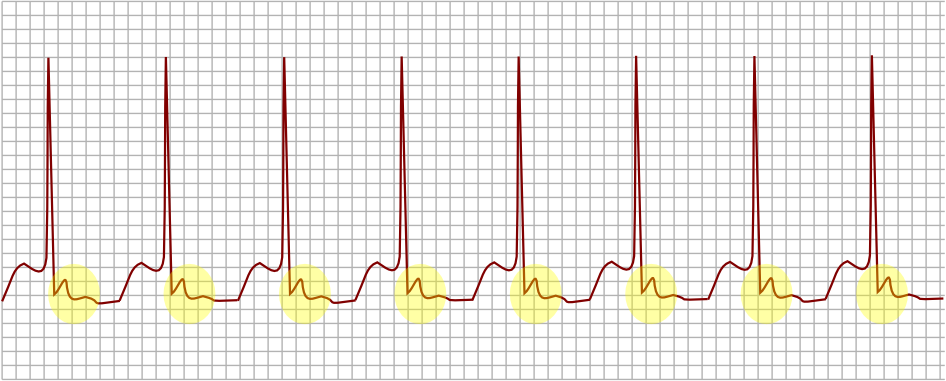
EKG u AVNRT s P-vlnou viditelnou za QRS komplexem

Atrioventrikulární nodální reentry tachykardie (běžná zkratka AVNRT) je porucha srdečního rytmu, která vzniká v oblasti AV uzlu a vede k rychlé srdeční činnosti – tachykardii. Patří mezi supraventrikulární tachykardie a je nejčastější pravidelnou záchvatovitou tachykardií.

## Mechanismus arytmie
Arytmie vzniká v oblasti AV uzlu, předpokladem je existence dvou paralelních drah v uzlu, z nichž jedna vede vzruchy pomaleji (rychlá a pomalá dráha). Samotným mechanismem je reentry – tedy kouživý vzruch, který "obíhá" těmito drahami a odtud s vysokou frekvencí aktivuje síně i komory. Nejčastější forma AVNRT má pomalé vedení směrem ze síně na komoru a rychlé vedení zpět na síň. Existuje i forma s opačným směrem kroužení nebo atypické formy v přítomnosti více než dvou paralelních drah.

## Projevy
Nejčastěji se vyskytuje u žen středního věku, ale je běžný její výskyt i u mladých lidí, vesměs bez jiného srdečního onemocnění. Projevuje se jako náhle vzniklé bušení srdce, které končí samovolně, také náhle, nebo po léčebném zásahu. Při vyšetření se zjistí pravidelná rychlá srdeční činnost, frekvence je obvykle mezi 150 a 200 údery za minutu. Na elektrokardiogramu se zachytí pravidelné štíhlé komplexy QRS (odpovídají aktivitě komor) s vysokou frekvencí, vlny P (odpovídají aktivitě síní) buď vidět nejsou, neboť jsou skryty v QRS komplexu, nebo méně často se zachytí těsně za QRS komplexem. V případě méně časté formy s retrográdním vedením pomalou drahou se může vlna P objevit těsně před následujícím QRS komplexem.

## Léčba
Z hlediska léčby rozlišujeme postupy vedoucí k ukončení záchvatu a dlouhodobou prevenci opakování záchvatů.
Akutní záchvat AVNRT lze ukončit manévry, při kterých dochází k dráždění bloudivého nervu (tzv. vagové manévry), např. drážděním karotického sinu. Tím se reflexně zpomalí vedení v AV uzlu a krouživý vzruch se přeruší. Z léků lze dosáhnout úspěchu podáním adenosinu, kalciových blokátorů (verapamilu) nebo betablokátorů. Použití elektrického výboje (elektrická kardioverze) nebo rychlá jícnová stimulace (overdriving) nebývá obvykle nutná.
Z hlediska prevence opakování záchvatů se dnes na prvním místě uplatňuje katetrizační radiofrekvenční ablace, při které se elektrickým proudem zavedeným do srdečních dutin katetrem přeruší pomalá dráha. Alternativu představuje dlouhodobé podávání antiarytmik ze skupiny betablokátorů či kalciových blokátorů.